# George Blackwell
George Blackwell, född cirka 1545, död 12 januari 1613, var en engelsk katolsk ärkepräst. Han föddes i Middlesex och var möjligtvis son till Thomas Blackwell. Blackwell började studera vid Trinity College i Oxford den 27 maj 1562 och tog sin kandidatexamen året därpå. Han antingen lämnade eller tvingades bort från Trinity College 1571 och 1574 studerade han istället vid English College i Douai. Blackwell prästvigdes 1575 och återvände till England som en missionär i november 1576. Han fängslades 1578 för sitt arbete som präst och efter att han hade släppts fri arbetade han i hemlighet för fru Meany i  Westminster.
Efter att kardinalen William Allen hade avlidit den 16 oktober 1594 skapades det oordning bland Englands katolska missionärer. Kardinalen Enrico Caetani skrev i mars 1597 till Blackwell att påven Clemens VIII hade utsett honom till en sekulär ärkepräst i England. I och med denna nya befattning skulle Blackwell arbeta mycket tillsammans med jesuitordens missionärer. 
Kort efter krutkonspirationens misslyckande i november 1605 skapade myndigheterna i England en trohetsed, som var menad att skapa ännu mer oordning bland landets katoliker. Blackwell arresterades den 24 juni 1607 och under tio dagar frågades han ut sju gånger om sina åsikter om trohetseden. Till slut svor Blackwell eden, men varken påven Paulus V (som var emot eden) eller de engelska myndigheterna var nöjda med hans beteende. Påven avsatte Blackwell från sin position som ärkepräst och myndigheterna behöll honom fängslad. Blackwell avled i Clink-fängelset den 12 januari 1613.